# Aatos Lehtonen
Aatos Ensio Lehtonen (né le 15 février 1914 à Helsinki en Finlande et mort le 10 avril 2005 à Hyvinkää) est un joueur de football, bandy, handball et de basket-ball finlandais.
Surnommé Atski, il est surtout connu pour sa carrière de footballeur.
Il est connu pour avoir terminé meilleur buteur du championnat de Finlande lors de la saison 1935 avec 13 buts (à égalité avec Nuutti Lintamo), ainsi que des saisons 1936, 1937, 1938 et 1939 (avec respectivement 14, 25, 14 et 15 buts).

## Palmarès

### Football
- Championnat de Finlande : 1936 et 1938
- Meilleur buteur du championnat de Finlande : 1935, 1936, 1937, 1938 et 1939

- Membre honoraire de la fédération de Finlande de football
- Inclus au Temple de la renommée du football finlandais en 1993

### Bandy
- Championnat de Finlande : 1937